# كأس الاتحاد الأوروبي 1973–74
كأس الاتحاد الأوروبي 1973–74 هو الموسم الثالث من بطولة كأس الاتحاد الأوروبي. أقيم بمشاركة 64 فريقاً، وحقق فاينورد الهولندي لقب البطولة للمرة الأولى في تاريخه بعد فوزه في النهائي على توتنهام هوتسبير الإنجليزي بنتيجة 4-2 في مجموع المباراتين.